# Argentyna (Zawiercie)
Argentyna – osiedle Zawiercia, znajdujące się w południowo-wschodniej części miasta, rozciągające się od Warty po teren CMC Zawiercie. Jest osiedlem o charakterze wielorodzinnym. W roku 2015 liczyło 2744 mieszkańców.

## Historia
Osiedle (wówczas dzielnica) powstało przed I wojną światową. Funkcjonowała wówczas na nim przędzalnia Wojca i S-ki. W dwudziestoleciu międzywojennym osiedle zostało zurbanizowane i nacechowane gęstą siatką ulic. Argentyna była wówczas jednym z niewielu osiedli Zawiercia utworzonym według określonego planu architektonicznego. Wskutek kryzysu przełomu lat 20. i 30. Argentyna stała się zaniedbanym osiedlem biedoty. W 1936 roku na terenie osiedla zbudowano stadion Warty Zawiercie.
W 1972 roku na terenie dawnego stadionu powstała Spółdzielnia Inwalidów „Warta”. W zakładach tych osoby niepełnosprawne produkowały elementy elektroniczne i motoryzacyjne. Spółdzielnia została postawiona w stan likwidacji w 2000 roku. W 1986 roku przy ul. Polskiej otwarto miejską ciepłownię. W tym okresie rozpoczęto również dużą inwestycję mieszkaniową na terenie osiedla, a także zaadaptowano teren po stawie „Lodownia” jako zajezdnię ZKM Zawiercie. W roku 1989 na terenie osiedla erygowano rzymskokatolicką parafię pw. Najświętszego Ciała i Krwi Chrystusa. Kościół parafialny budowano w latach 1995–1998.
W 2010 pojawił się plan włączenia Argentyny do dzielnicy Żabki, ale nie został on zrealizowany.

## Instytucje
- Katolicka Szkoła Podstawowa im. Jana Pawła II
- Pedagogiczna Biblioteka Wojewódzka im. Józefa Lompy w Katowicach Filia w Zawierciu
- Przedsiębiorstwo Energetyki Cieplnej w Dąbrowie Górniczej, Zakład Cieplny nr 6
- Przedszkole nr 6
- Przedszkole nr 7
- Rzymskokatolicka Parafia pw. Najświętszego Ciała i Krwi Chrystusa
- Sala Królestwa 
Świadków Jehowy[14]
- Spółdzielnia Mieszkaniowa „Hutnik”
- Zakład Komunikacji Miejskiej w Zawierciu
- Zespół Szkół im. Xawerego Dunikowskiego
- Zespół Szkół im. Oskara Langego
- Zespół Szkół im. Stanisława Staszica
- Zespół Szkół Specjalnych im. Marii Grzegorzewskiej

## Ulice
Do osiedla należą następujące ulice: Amatorska, Brzechwy, Kijowska, Kraszewskiego, Krakowska, Metalowców, Mylna, Polska, Przechodnia, Rataja, Równa, Senatorska, Sienkiewicza, Stalowa, Tuwima, Warszawska, Wenecka, Zaporowska, Zielna, Ziemna, Zimna.